# Флюоресценція мінералів

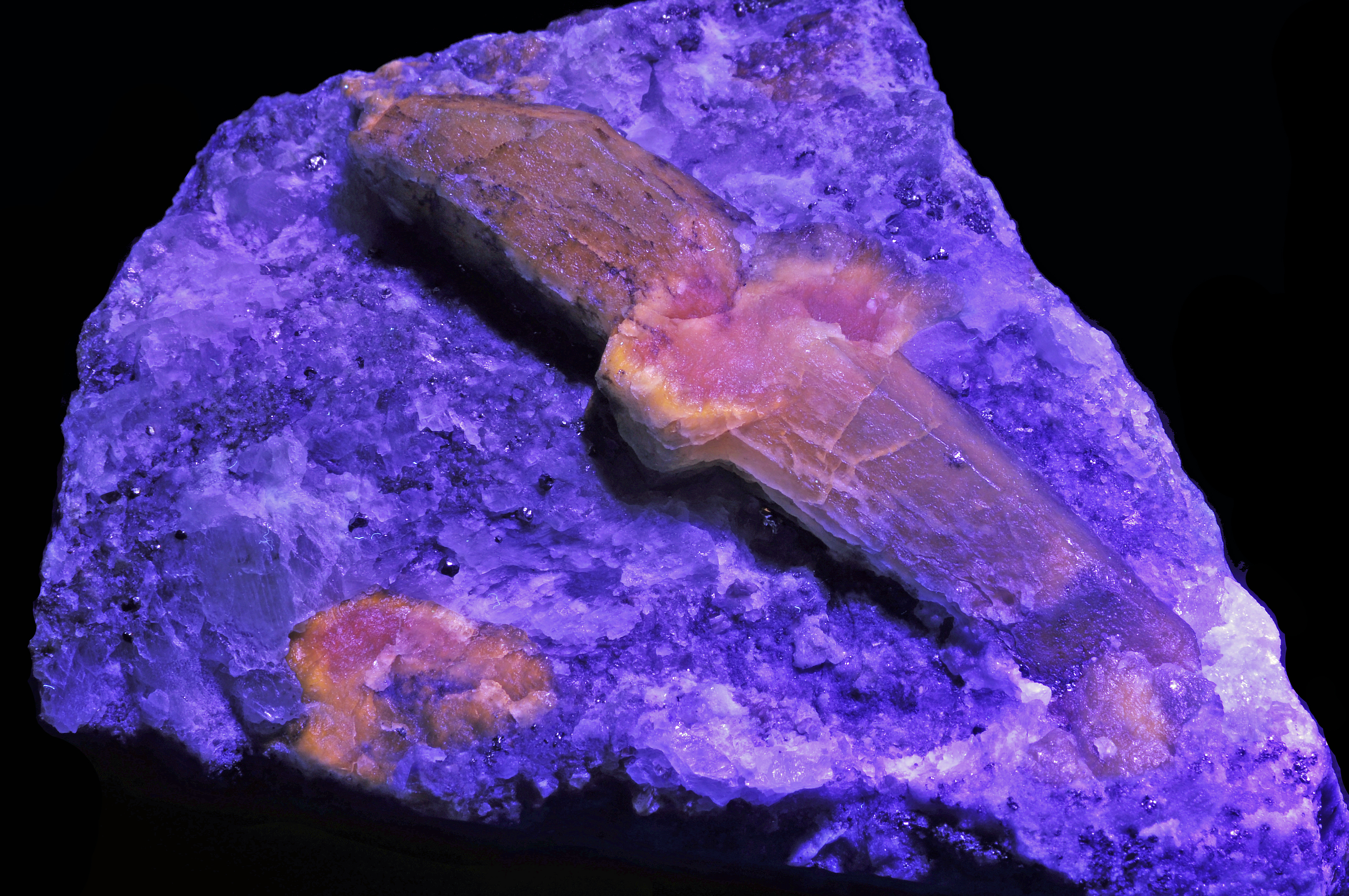
Афганіт, пірит, кальцит.

Флю́оресце́нція мінера́лів — здатність деяких мінералів світитися при опромінюванні їх ультрафіолетовим чи рентгенівським (пулюєвим) промінням. При припиненні опромінювання свічення припиняється. Флюоресценція мінералів — один з видів люмінесценції. Має велике діагностичне і пошукове значення для деяких мінералів (напр., шеєліту, флюориту та ін.). Зумовлюється наявністю в кристалічній ґратці мінералів елементів чи радикалів, так званих, активаторів (Mn, Cr, Ag, Cd, UO2, WO4 та ін.), які спричиняють явище люмінесценції. 
Від лат. fluor — течія, текуча рідина.